# Itata (provins)
Itata är en provins i regionen Ñuble i Chile. Regionen bidades 6 september 2018 av provinsen med samma namn från regionen Biobío och delades samtidigt in i tre provinser, varav Itata är en..
Kommuner i provinsen:

- Quirihue
- Cobquecura
- Ninhue
- Treguaco
- Portezuelo
- Coelemu
- Ranquil